# Everman Alone
Everman Alone er et platform-skydespil udviklet af Menther Development.
I spillet er man helt alene mod alverdens monstre. Ved at skyde dem optjener man penge, som kan bruges på kraftigere våben og nye avancerede værktøjer.